# Turbilhão

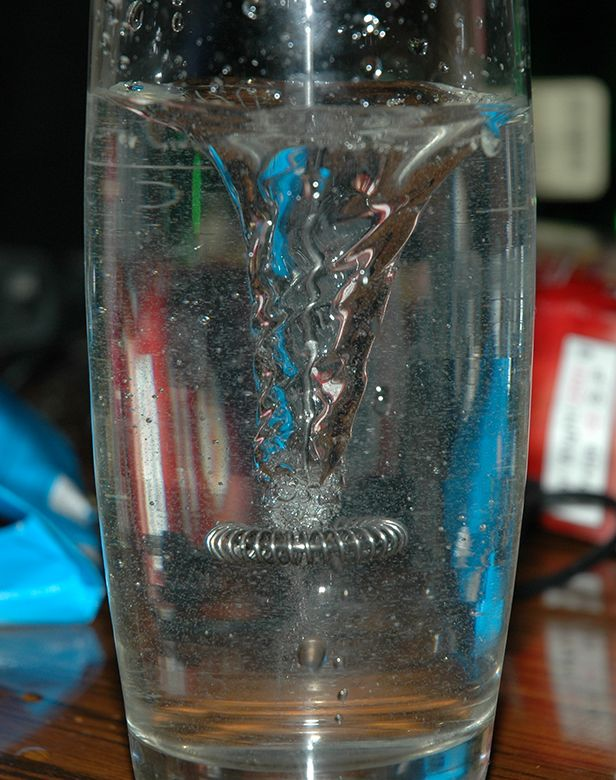
Um redemoinho num copo d'água.

Turbilhão ou voragem é o movimento rápido da água em forma de redemoinho gerado no exato encontro de correntes de duas marés.
Lugares em que ocorrem turbilhões:
- Estreito de Naruto — entre o mar exterior do Japão e o Oceano Pacífico
- Estreito de Messina — entre a Sicília e a península Itálica
- Turbilhão de Caríbides — costa norte da Sicília